# Список дипломатических миссий Коста-Рики

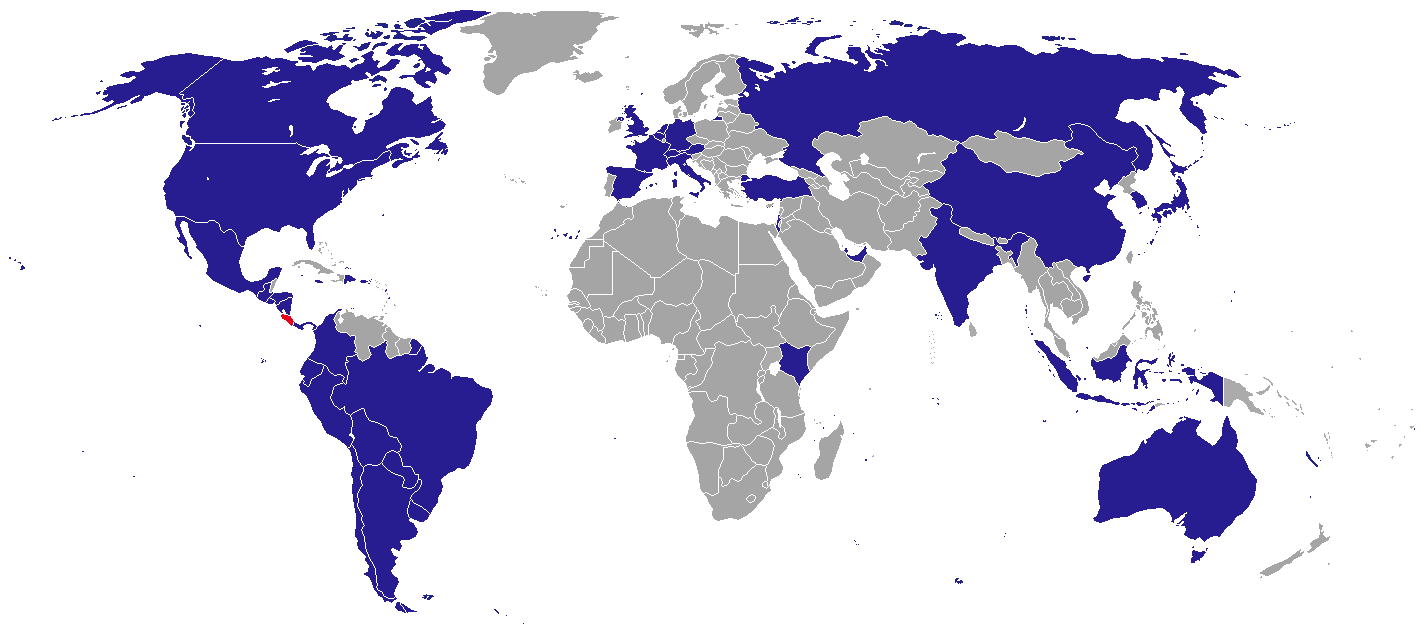

Список дипломатических миссий Коста-Рики — Коста-Рика имеет свои дипломатические представительства преимущественно в государствах Америки и Европы. Она — одно из двух государств в мире, имеющих свои посольства в Израиле в Иерусалиме (наряду с Сальвадором).

## Европа
- Австрия, Вена (посольство)
- Бельгия, Брюссель (посольство)
- Чехия, Прага (посольство)
- Франция, Париж (посольство)
- Германия, Берлин (посольство)
- Ватикан (посольство)
- Италия, Рим (посольство)
- Нидерланды, Гаага (посольство)
- Норвегия, Осло (посольство)
- Россия, Москва (посольство)
- Испания, Мадрид (посольство)
- Швейцария, Берн (посольство)
- Великобритания, Лондон (посольство)

## Северная Америка
- Белиз, Бельмопан (посольство)
- Канада, Оттава (посольство)
- Куба, Гавана (посольство)
- Доминиканская Республика, Санто-Доминго (посольство)
- Сальвадор, Сан-Сальвадор (посольство)
- Гватемала, Гватемала (посольство)
- Гондурас, Тегусигальпа (посольство)
- Ямайка, Кингстон (посольство)
- Мексика, Мехико (посольство)
- Никарагуа, Манагуа (посольство)
  - Чинандега (консульство)
  - Ривас (консульство)
- Панама, Панама (посольство)
  - Бокас-дель-Торо (консульство)
- Тринидад и Тобаго, Порт-оф-Спейн (посольство)
- США, Вашингтон (посольство)
  - Атланта (консульство)
  - Чикаго (консульство)
  - Хьюстон (консульство)
  - Лос-Анджелес (консульство)
  - Майями (консульство)
  - Новый Орлеан (консульство)
  - Нью-Йорк (консульство)
  -  Сан-Хуан (консульство)

## Южная Америка
- Аргентина, Буэнос-Айрес (посольство)
- Боливия, Ла-Пас (посольство)
- Бразилия, Бразилиа (посольство)
  - Рио-де-Жанейро (консульство)
- Чили, Сантьяго (посольство)
- Колумбия, Богота (посольство)
- Эквадор, Кито(посольство)
- Парагвай, Асунсьон (посольство)
- Перу, Лима (посольство)
- Уругвай, Монтевидео (посольство)
- Венесуэла, Каракас (посольство)

## Азия
- Китай, Пекин (посольство)
- Индия, Нью-Дели (посольство)
- Израиль, Иерусалим (посольство)
- Япония, Токио (посольство)
- Сеул (посольство)
- Катар, Доха (посольство)
- Сингапур (посольство)

## Международные организации
- - Женева (постоянная миссия при учреждениях ООН)
  - Нью-Йорк (постоянная миссия при ООН)
  - Вашингтон (постоянная миссия при ОАГ)